# Грабовец (Замойский повет)
Грабо́вец (пол. Grabowiec) — деревня в Замойском повете Люблинского воеводства Польши. Административный центр гмины Грабовец. Находится на берегу реки Калинувка примерно в 23 км к северо-востоку от центра города Замосць. Ранее имела статус города.

## История
Впервые упоминается в XIII веке в Галицко-Волынской летописи:
Затем Василько отправился в Тернаву на съезд. Когда он был у Грабовца, пришла к нему весть, что ляхи обман учинили и не пошли на съезд, но, обойдя вокруг, на Ворота, пошли к Белзу и начали там грабить и жечь сёла. Василько быстро пошёл от Грабовца вместе со Шварном и с сыном своим Владимиром, и пришли они к Червену, и увидели, что сёла горят, а ляхи грабят. Василько пошёл на них в наступление, туда, где ляхи разошлись, грабя села, и многих из них убил, а других захватил в плен. Ляхи испугались и ушли к себе.
В XIII веке Грабовец был оборонным городищем русских князей на торговом пути из Владимира в Завихост (польская граница). В современном Грабовце найдено городище, датированное X-XIII веками.
Князь Любарт Гедиминович по договору с королем Казимиром III уступил Грабовец (а также Городельский повет) Королевству польскому в 1366 году. Сразу после этого Грабовец, который находился в составе Белзской земли, наделил ленным правом князь Юрий Наримунтович.
Вероятно, здесь в XIV—XV веках существовала православная церковь, которая по Брестской унии приняла унию вместе со всей Холмщиной. Долгое время Грабовец был центром повета и староства.
К концу XIX века Грабовец был местечком (посадом) Грубешовского уезда Люблинской губернии Российской империи. Тогда здесь функционировали православная церковь, костёл, две синагоги, а также училище и убежище для престарелых и инвалидов. По данным переписи 1897 года, в Грабовце насчитывалось 3362 жителей, из них 1717 евреев.

## Достопримечательности

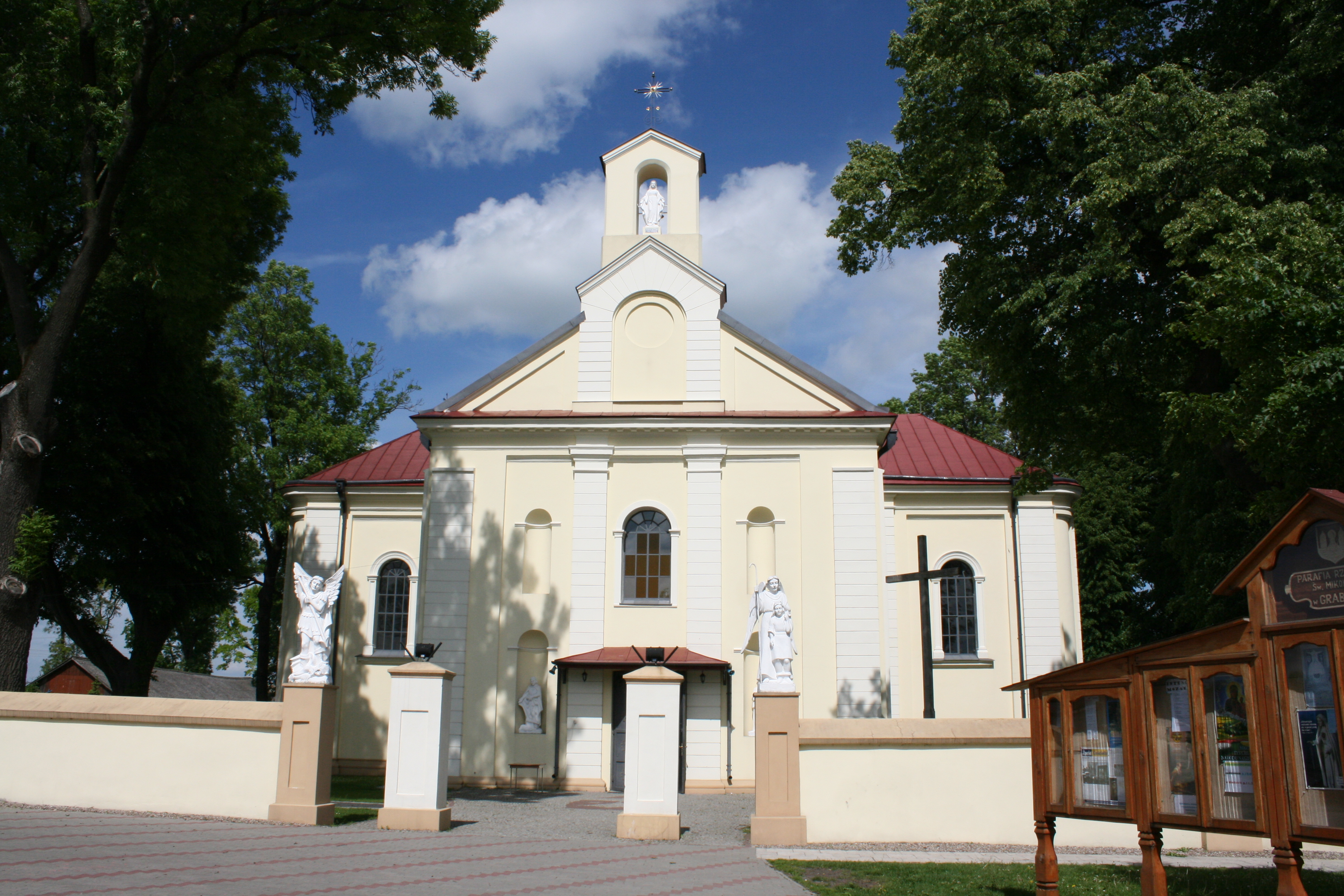
Костёл

- Костёл Святого Николая (2-я половина XIX века).